# 普林西比自治区
普林西比自治区（葡萄牙語：Região Autónoma do Príncipe）是圣多美和普林西比的一个自治地方，成立于1995年4月29日，辖区包括普林西比岛及其周边的一些无人小岛。总面积142平方千米。依照圣多美和普林西比宪法，普林西比自治区设有区议会和区政府。现有人口8420。下辖一个县：帕盖县。首府是圣安东尼奥。

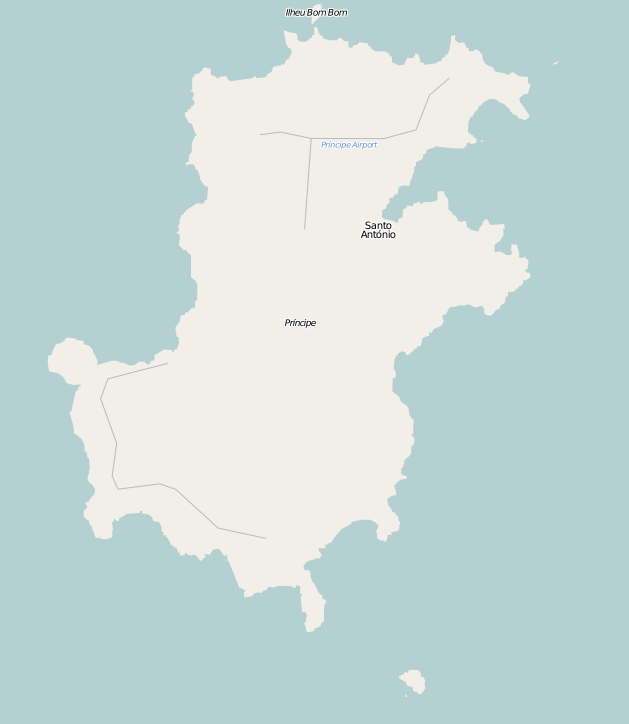
首府聖安東尼奧與普林西比機場皆位於自治區的北部地區